# توماس ر. كوب
توماس ر. كوب (بالإنجليزية: Thomas R. Cobb)‏ هو محامي وسياسي أمريكي، ولد في 2 يوليو 1828، وتوفي في 23 يونيو 1892 في فينسينس في الولايات المتحدة. حزبياً، نشط في الحزب الديمقراطي. وقد انتخب عضو مجلس النواب الأمريكي.